# Cañón de la Desolación (Utah)

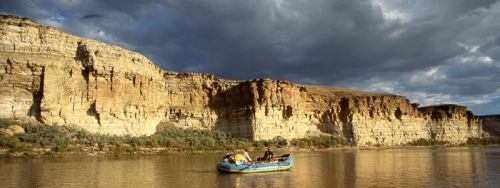
Cañón de la Desolación, Utah.

El Cañón de la Desolación es un cañón remoto en el río Verde en el oriente del estado estadounidense de Utah. Fue atravesado por John Wesley Powell en 1869 durante la expedición patrocinada por el Instituto Smithsoniano.
En el año 1968 se declara Hito Histórico Nacional.
El cañón de la Desolación es una de los topónimos que aún recuerdan la toponimia original durante las exploraciones españolas del sudoeste de EE. UU.
Sus límites están dentro de los condados de Grand, Emery, Carbón, Duchesne y Uintah.